# Paectes isabel
Paectes isabel är en fjärilsart som beskrevs av William Schaus 1923. Paectes isabel ingår i släktet Paectes och familjen nattflyn. Inga underarter finns listade i Catalogue of Life.